# 1898

## أحداث
- تأسيس مدينة معان وتقع حاليا في الأردن.
- تأسيس مدينة هاربن وتقع حاليا في الصين.
- تأسيس مدينة دوفان وتقع حاليا في كندا.
- تأسيس مدينة كرانبروك، كولومبيا البريطانية وتقع حاليا في كندا.
- تأسيس مدينة وايت هورس ، يوكون وتقع حاليا في كندا.
- تأسيس مدينة إيكيباستوز وتقع حاليا في كازاخستان.
- تأسيس مدينة كويكوى وتقع حاليا في زيمبابوي.
- 1 فبراير: تأسيس مدينة نارا، نارا وتقع حاليا في اليابان.
- 5 مايو: تأسيس مدينة شيتومال وتقع حاليا في المكسيك.
- نهاية الثورة الفلبينية في 1898 والتي بدأت في 1896.
- بداية حروب الموز في 1898 والتي انتهت في 1934.
- وقوع الحرب الأمريكية الإسبانية بداية من 25 أبريل 1898 إلى 11 أغسطس 1898.
- 1 يناير : الحكومة الكوبية المستقلة تتسلم السطلة وتبدأ في الحكم.
- 13 يناير : إميل زولا ينشر كتابه المشهور «أنى أتهم».
- 15 فبراير : كوبا، البارجة الحربية ماين تغرق في خليج هافانا بسبب انفجار.
- 25 أبريل : الولايات المتحدة تعلن الحرب على إسبانيا بعد غرق البارجة ماين في ميناء هافانا (كوبا).
- 8 مايو: أول مقابلات الدوري الإيطالي.
- 25 يونيو: تأسيس البنك الأهلي المصري.
- 3 يوليو : إسبانيا، بقوة سرب من ست سفن بقيادة الاميرال سيرفيرا، تخسر كوبا بعد انهزامها في معركة سانتياغو دي كوبا البحرية، توفي 323 من الإسبان.
- 15 يوليو : سقوط سانتياغو دي كوبا في الحرب الأمريكية الإسبانية.
- 18 يوليو
  - الفلبين تعلن استقلالها.
  - ماري وبيار كوري يكتشفان عنصر كيميائي جديد: البولونيوم.

## مواليد
- أحمد رفيق المهدوي
- أدهم الشرقاوي
- ألفار آلتو
- ألفريد مارجول شبيربر
- ألكسندر صاروخان
- أم كلثوم (مطربة)
- محمود صبح
- أيزيدور اسحق رابي
- إبراهيم ناجي
- اينزو فيراري
- توفيق الحكيم
- توم وايتكير
- تيان هان
- جورج هاركوس
- جولدا مائير
- خالد الفرج
- روز اليوسف (ممثلة)
- روي هاريس
- رينيه ماغريت
- زيد بن الحسين
- سامي الحناوي
- سعود بن عبد العزيز بن متعب الرشيد
- سعيد المفتي
- سيرجي آيزنشتاين
- صديق المنشاوي
- عبد الحميد الديب
- عزيز سوريال عطية
- علي لبيب جبر
- علي مصطفى مشرفة
- عمر الزعني
- غونار ميردل
- فتحية أحمد
- فدريكو جارسيا لوركا
- فرانز بلاتكو
- فلويد ألبورن فايرستون
- فيريرا دي كاسترو
- فيكتوريا كينت
- كارل تزيغلر
- لورينزو بارسيلاتا
- ليف كنيبر
- مبارك الميلي
- محمد أبو زهرة
- محمد العربي التباني
- محمد عبد الخالق حسونة
- محمد علي لقمان
- مصالي الحاج
- مصطفى حليم
- هربرت ماركوزه
- هنري ستيلس بريدجس
- هنري لوس
- هنري نيكولون ديزابييه
- هوارد فلوري
- هومر آدمز هولت
- يوسف وهبي
- أمير بقطر، فيلسوف وتربوي مصري قبطي.
- 10 فبراير: برتولت بريشت، شاعر وكاتب ومخرج مسرحي ألماني.
- 26 أبريل: فيسنته ألكسندر، أديب إسباني. حصل على جائزة نوبل في الأدب.
- 25 نوفمبر - روبرت ثورن، إحاثي من الولايات المتحدة الأمريكية.
- 29 نوفمبر: سي. إس. لويس، كاتب وباحث إيرلندي
- 26 سبتمبر: جورج غيرشوين، مؤلف موسيقي أمريكي.

## وفيات
- أوران ميلو روبرتس
- السيد أحمد خان
- بيير سيسيل بوفيس دي شافان
- توماس اندرو أوزبورن
- شربل
- فرانك أرلينغتون بريغز
- محمد علي الأنصاري
- ميرن
- هنري بسيمر
- وليام غلادستون
- 14 يناير: لويس كارول، كاتب وعالم رياضيات ومصور فوتوغرافي إنكليزي.
- 29 يوليو: جون ألكسندر رينا نيولاندز، عالم كيمائي بريطاني.
- 30 يوليو: أوتو فون بسمارك، رئيس وزراء بروسيا من سنة 1862 حتى سنة 1890.